# Биддл, Чарльз Джон
Чарльз Джон Биддл (англ. Charles John Biddle; 30 апреля 1819—28 сентября 1873) — американский военачальник в звании полковника, юрист, конгрессмен и редактор газеты. Участник американо-мексиканской войны и американской гражданской войны. Член Палаты представителей США от штата Пенсильвания (1861—1863). Один из самых первых обладателей дагерротипического фотопортрета.

## Биография
Чарльз Джон Биддл родился 30 апреля 1819 года в городе Филадельфия, штат Пенсильвания, Соединённые Штаты Америки. Его отец, Николас Биддл — президент Второго банка Соединенных Штатов. Чарльз Биддл окончил Принстонский университет в 1837 году, где изучал право, и был принят в коллегию адвокатов в 1840 году.

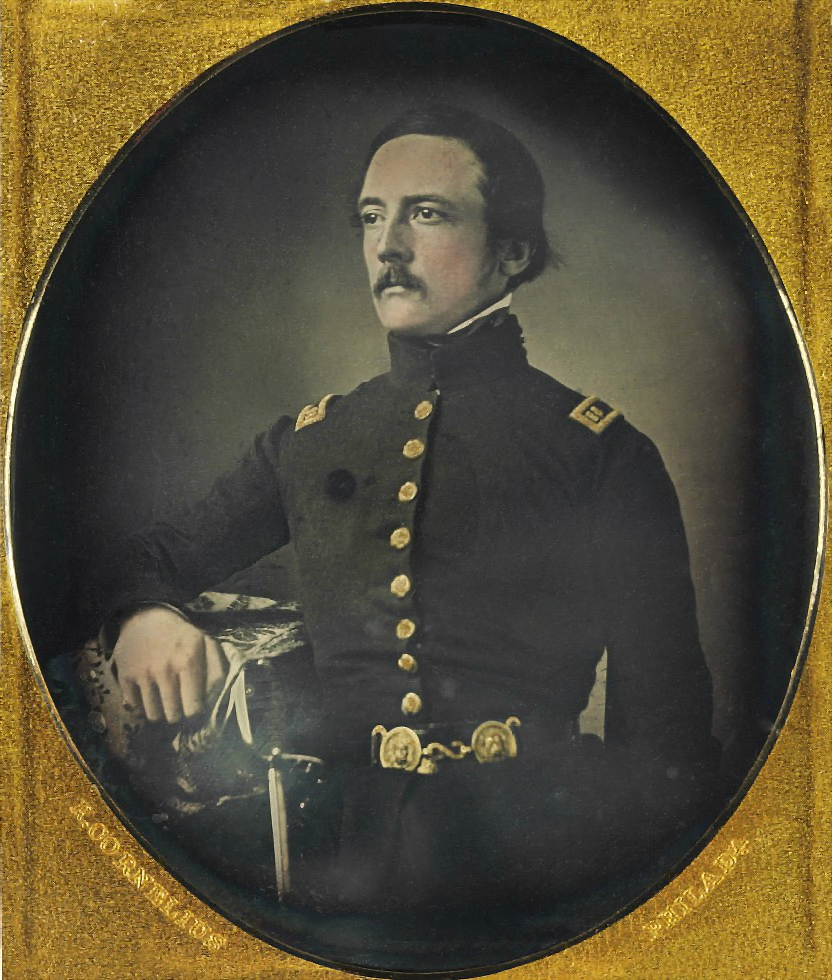
Дагерротипический фотопортрет Чарльза Джона Биддла, сделанный Робертом Корнелиусом около 1847 года во время американо-мексиканской войны

Биддл участвовал в американо-мексиканской войне в должности капитана и командира роты полка вольтижеров и пеших стрелков. За храбрость в битве при Чапультепеке ему было присвоено звание майора. По окончании войны он вернулся в Филадельфию, чтобы заниматься юридической практикой.
В мае 1861 года, после начала Гражданской войны в США и призыва президента Авраама Линкольна к оружию, он был назначен подполковником Пенсильванского резерва, а в мае дослужился до звания полковника, командующего 42-м Пенсильванским добровольческим пехотным полком (13-й резервный полк), также известный как 1-й Пенсильванский стрелковый полк. В октябре того же года он был избран в Тридцать седьмой Конгресс США, чтобы заполнить вакансию, образовавшуюся в результате отставки Эдварда Дж. Морриса. Ему предложили звание бригадного генерала, но он отказался от него, а затем ушёл из армии в феврале 1862 года.

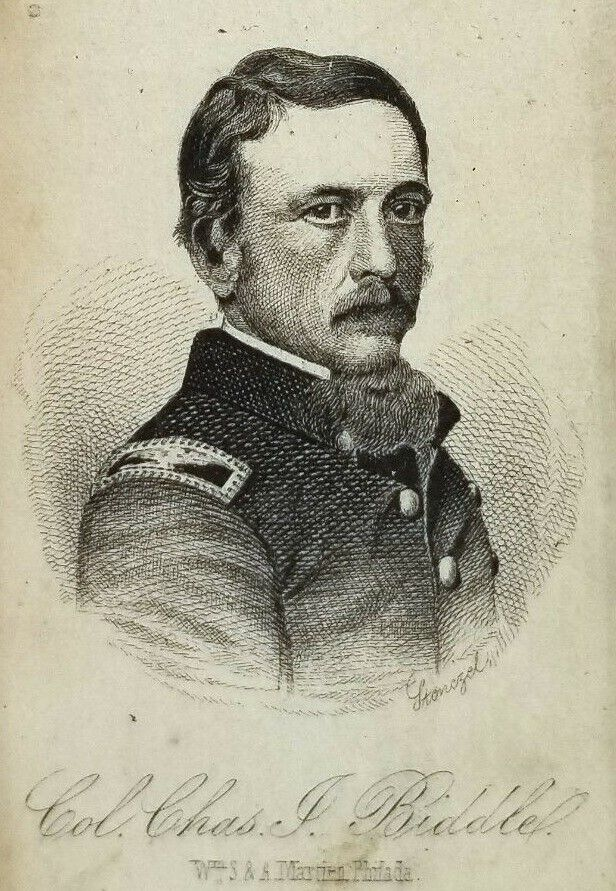
Чарльз Джон Биддл (гравюра)

После войны он стал одним из владельцев и главным редактором «Philadelphia Age» и сохранял эту должность до конца своей жизни. Его литературная деятельность сводилась главным образом к редакционной работе в колонках этого журнала. Его единственной отдельной публикацией было «The Case of Major André», тщательно подготовленное эссе, прочитанное перед Историческим обществом Пенсильвании, в котором оправдывались действия Джорджа Вашингтона. Непосредственным поводом стал отрывок в «History of England» лорда Мэхона, в котором казнь Андре осуждалась как величайшее пятно на репутации Вашингтона. Столь высокий авторитет, как «London Critic», впоследствии признал это эссе справедливым опровержением обвинений лорда Махона.
Умер 28 сентября 1873 года на родине, в городе Филадельфия.

## Семья
Отец — Николас Биддл.
Дядя (брат отца) — Ричард Биддл.
Мать — Джейн Маргарет Крейг.
Супруга — Эмма Мэзер.
Дети: Джейн Эмма Биддл-Диксон, Чарльз Джон Биддл-младший, Джон Крейг Биддл, Диллон Биддл, Адель Томас Биддл, Александр Мерсер Биддл, Кэтрин Крейг Биддл.